# The Big Dustup
『The Big Dustup』は、アメリカ合衆国で発売されたコミック。テレビドラマ『エンジェル』のコミック版で、2010年3月にIDWから発売された。

## 解説
コミック版『エンジェル』第28章『The Crown Prince Syndrome』から始まるシリーズの第4作。コミック版『エンジェル』第31章の第1部で、同じ第31章に収録されているコミック『Eddie and The Clue:The Risk of Skipping Ahead』と並行する形で話が進んでいる。

## 作者
- スクリプト：ビル・ウィリンガム
- 美術：ブライアン・デナム

## あらすじ
コナーは夜の街で悪魔たちと戦う。スパイクは前作『The Trouble With Felicia』でテレビ司会者オルガを襲ったバンパイアのフィリシアを捜索するが、このフィリシアに襲撃された家屋で彼女に惚れてしまう。エンジェルは前々作『Immortality for Dummies』で謎の組織『Innovation labs』の所長の罠にはまり、包帯に巻かれた状態で監禁されていたが、イリリアの手によって救出される。

## 登場人物
エンジェル
バンパイア。私立探偵。
イリリア
エンジェルの部下。悪魔。
スパイク
エンジェルの部下。バンパイア。
コナー
エンジェルの息子
フィリシア・グッダム・バレンタイン
バンパイア
ウィザーミル
謎の女。『Innovation labs』の顧客。
アレックス・ローマン
『Innovation labs』の所長。